# Xã St. Charles, Quận Kane, Illinois
Xã St. Charles (tiếng Anh: St. Charles Township) là một xã thuộc quận Kane, tiểu bang Illinois, Hoa Kỳ. Năm 2010, dân số của xã này là 50.854 người.